# Euthalia adinda
Euthalia adinda är en fjärilsart som beskrevs av Hans Fruhstorfer 1913. Euthalia adinda ingår i släktet Euthalia och familjen praktfjärilar. Inga underarter finns listade i Catalogue of Life.